# Nicolò Carandini
Nicolò Carandini (Como, 6 dicembre 1895 – Roma, 18 marzo 1972) è stato un politico e imprenditore italiano.
Ufficiale degli Alpini nella Prima Guerra Mondiale, proprietario terriero e bonificatore della bonifica di Torre in Pietra (Roma), ministro del ministero Bonomi, primo ambasciatore italiano presso il Regno Unito dopo la Seconda Guerra Mondiale, delegato alla conferenza della pace, membro del Comitato di Liberazione Nazionale, deputato all'assemblea costituente, presidente della SIOI, capo della delegazione italiana al Congresso dell’Aia nel maggio 1948, iniziatore e direttore del Movimento Federalista Europeo, fondatore e membro del comitato esecutivo del Consiglio Italiano del Movimento Europeo, direttore dell'Unione dei Federalisti Europei, delegato nel Comitato di coordinamento del Movimento Europeo Internazionale, vicepresidente del Consiglio d'Europa, direttore nonché primo presidente dell'Alitalia, presidente della IATA e dell'Istituto Italiano di Credito Fondiario, membro del consiglio nazionale del Partito Liberale Italiano, fondatore del Partito Radicale e del Movimento Liberale Indipendente.

## Biografia
Proveniente dalla nobile famiglia Carandini dei marchesi di Sarzano d'origine modenese trasferitasi in Piemonte (possedeva il titolo di conte, di patrizio di Modena e nobile di Bologna), era il figlio del conte Francesco Carandini (1858-1946) e di Amalia Callery Cigna Santi. Fratello di Federico Cesare ed Elisa. Padre di Guido, Andrea, Maria, Margherita e Silvia.
Sposato con Elena Albertini, figlia del senatore Luigi Albertini, fino al 1925 direttore del Corriere della Sera, dal 1926 Nicolò, assieme al cognato Leonardo Albertini, si occupò della bonifica del latifondo Torre in Pietra vicino a Roma, che trasformò in un'azienda agricola all'avanguardia. Nello stesso periodo strinse sempre più stretti contatti con esponenti dell'antifascismo liberale come Benedetto Croce e Francesco Ruffini, e nel 1942, con altri liberali, fondò il giornale clandestino Ricostruzione.
Dopo la seduta del Gran Consiglio del 25 luglio 1943 che sancì la caduta di Mussolini fu, con Leone Cattani, Mario Pannunzio e Francesco Libonati, tra i fondatori del nuovo Partito Liberale Italiano e, dopo l'8 settembre, membro del Comitato di Liberazione Nazionale (l'organizzazione politica della Resistenza) a Roma, come esponente del Partito Liberale Italiano.
Fu, per un breve periodo dal luglio al novembre 1944, ministro senza portafoglio nel secondo governo Bonomi. Nel 1944 venne inviato a Londra come rappresentante politico italiano presso il governo britannico, carica che mantenne fino alla fine delle ostilità, quando la sede diplomatica fu riaperta e Carandini assunse il titolo di ambasciatore italiano con Lettere Credenziali fino al 1947.
Nel 1946 fu artefice delle trattative che portarono all'Accordo De Gasperi-Gruber che risolse il ruolo dell'Alto Adige tra l'Italia e l'Austria.
Dopo la ratifica del Trattato, lasciò la diplomazia e ritornò all'attività politica, nel 1948 uscì dal Partito Liberale Italiano e, insieme a Mario Ferrara, fu il fondatore del Movimento Liberale Indipendente, esigua formazione di ispirazione terzaforzista che, nel 1951 rientrò nel Partito Liberale Italiano, all'occasione del Convegno di unificazione e mobilitazione liberale, tenutosi l'8/9 dicembre di quell'anno a Torino. Dopo l'ascesa di Giovanni Malagodi alla guida del partito, uscì di nuovo l'8 dicembre 1955 per fondare il Partito Radicale, insieme all'ex-segretario del Partito Liberale Italiano Bruno Villabruna ma anche ad esponenti dell'antifascismo democratico quali Leo Valiani.
Proprietario della rivista "Il Mondo" diretta da Pannunzio, fu tra i fondatori del Movimento Europeo Italiano.
Dal 1948 al 1968 fu presidente della neonata compagnia aerea Alitalia. Nel 1968 fu tra i promotori del "Centro Pannunzio" di Torino insieme ad Arrigo Olivetti, Leone Cattani, Francesco Libonati, Pier Franco Quaglieni, Mario Soldati.
Era cugino della madre dell'attore Christopher Lee.

## Curiosità
Attribuito a Gian Carlo Pajetta lo sberleffo "Se non ci conoscete, guardateci i calzini, noi siamo i Radicali del Conte Carandini".
Di Ennio Flaiano l'epigramma, deformazione dello slogan comunista, "Il conte Carandini fermo come Torre in Pietra che non crolla lancia il manifesto della nuova Internazionale “Agricoltori di tutto il mondo unitevi. La terra ai Carandini”.
Durante una cena nella Villa di Torre del Greco, Totò disse: "Signori si nasce e il Conte Carandini lo nacque".